# Epiplema erasaria
Epiplema erasaria är en fjärilsart som beskrevs av Hugo Theodor Christoph 1881. Epiplema erasaria ingår i släktet Epiplema och familjen Uraniidae. Inga underarter finns listade i Catalogue of Life.